# Eleições gerais de Israel em 1996
As eleições gerais de 1996 em Israel foram realizadas em 29 de maio daquele ano para eleger o novo primeiro-ministro do país e os 120 membros da 14ª legislatura do Knesset. Foi a primeira vez em que foi realizada a votação separada e direta para o cargo de premiê e para os integrantes do parlamento israelense desde que a Lei Básica do Primeiro-Ministro foi aprovada em março de 1992.
Esse pleito ocorreu cerca de cinco meses antes do esperado e em um contexto político local excepcional, após o assassinato do primeiro-ministro Yitzhak Rabin em novembro de 1995. Durante a campanha, questões relacionadas à situação econômica positiva no país foram ofuscadas pelo debate sobre paz e segurança na região do Oriente Médio e nas relações com os vizinhos de Israel. O primeiro-ministro Shimon Peres, do partido de centro-esquerdaTrabalhista, destacou seu papel, bem como o de Rabin, como arquitetos do processo de paz árabe-israelense, no qual Israel havia assinado um tratado de paz com a Jordânia e negociado um acordo intermediário com os palestinos, representados pela Organização para a Libertação da Palestina de Yasser Arafat. O principal líder de oposição Benjamin Netanyahu, do partido de direita Likud, contra-atacou com a campanha sob o slogan "fazendo uma paz segura" e adotou uma posição mais dura e nacionalista em questões como o estabelecimento de um estado nacional palestino, assentamentos judaicos contruídos em territórios palestinos ocupados por israelenses, o status de Jerusalém e as relações com a Síria.
Os trabalhistas obtiveram 818 741 votos e 34 assentos, enquanto que o Likud conquistou 767 401 votos e 32 assentos. No entanto, Peres recebeu 1 471 566 votos e foi superado na corrida pelo cargo de primeiro-ministro por 1% dos votos populares. Com 1 501 023 votos, Netanyahu concluiu acordos com outros cinco partidos para formar uma coalizão resultante um total de 66 assentos e se tornar formalmente o chefe do poder Executivo de Israel.